# ジョー・ネイマス

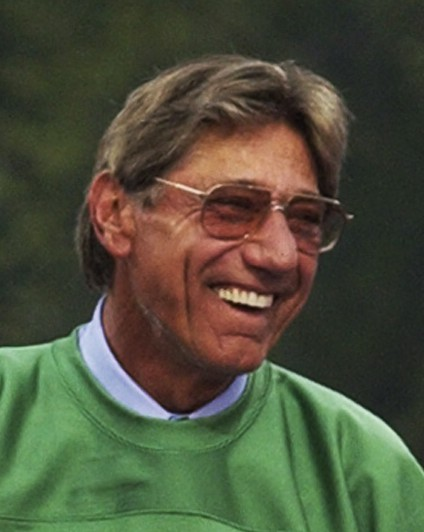
ジョー・ネイマス（2003年）

ジョー・ネイマス（Joseph William Namath、1943年5月31日 - ）は、アメリカ・ペンシルベニア州出身の、元アメリカンフットボール選手。端正な顔立ちと派手な振る舞いから「ブロードウェイ・ジョー｣と呼ばれたスターQB。

## 経歴
ハンガリー系の祖父は、家族や友人とともにエリス島に移民、ピッツバーグ大都市圏の石炭業、鉄鋼業の工場で働いた。ネイマスは、ピッツバーグから28マイルのペンシルベニア州ビーバー郡ビーバーフォールズで生まれた。両親はネイマスが子どもの頃に離婚し、彼は母親とともに暮らした。アメリカンフットボール、バスケットボール、野球を行い、高校の時にはダンクシュートを試合で決めている。高校のバスケットボールコーチであったラリー・ブルーノは、後にネイマスがプロフットボール殿堂入りした際にプレゼンターを務めた。高校卒業時には、MLBのシカゴ・カブスから5万ドルの契約を示されたが、これを断り大学へ進学した。
大学に進学する際、ペンシルベニア州立大学、オハイオ州立大学、アラバマ大学、ノートルダム大学からのオファーを受けたが、彼が最も進学したい大学は、メリーランド大学であった。しかし大学進学適性試験で同大学の求めるスコアを取れなかった彼は、ベア・ブライアントヘッドコーチの率いるアラバマ大学へ進学した。
彼は1962年から1964年までの3シーズンで29勝4敗の成績を残し、1964年には全米チャンピオンにチームを導いた。
大学卒業を待たずにプロ入りした彼は、2007年に42年遅れで学位を取得した。
1965年にニューヨーク・ジェッツからAFLドラフトの1巡で指名された。ジェッツは彼と当時破格の42万7000ドルで契約を結んだ。この年、14試合に出場し、4,007ヤードを投げて、彼はプロフットボール史上初のシーズン4,000ヤードを突破した。この記録は16試合制になった1979年にダン・ファウツに破られた。1965年にAFLルーキー・オブ・ザ・イヤーに選ばれた。1965年、1967年、1968年、1969年にAFLオールスターに選ばれた。
1968年、オークランド・レイダースとのAFLチャンピオンシップゲームでは3TDをあげて、27-23で勝利した。
1965年から1969年までは1試合も欠場しなかったが、1970年から1974年までの58試合中28試合にしか出場できず、1970年から1973年までの間、チームも4勝10敗、6勝8敗、7勝7敗、4勝10敗と低迷した。その間、1972年9月24日のボルチモア・コルツ戦ではジョニー・ユナイタスと合計872ヤードを投げあい、496ヤード、6TDを決めて、376ヤード、3TDパスのユナイタスに44-34で投げ勝った。この年プロボウルに選ばれている。
1974年、同じニューヨークを本拠地とするニューヨーク・ジャイアンツとコネチカット州ニューヘイブンのイェールボウルで行われた試合でブーツレッグから5ヤードの同点タッチダウン、オーバータイムにエマーソン・ブーザーにTDパスを通して26-20で勝利した（これはNFL史上初のオーバータイムの試合であった。）この年チームは6連勝でシーズンを終えて、7勝7敗でシーズンを終えた。この年、ネイマスはカムバック賞を獲得している。
ジェッツで12年間プレーした彼は、1977年、ロサンゼルス・ラムズとのトレードが成立せず、解雇された。同年5月12日にラムズと契約を結んだ。ひざやハムストリングの負傷のため苦しんだ。開幕から2勝1敗で迎えたシカゴ・ベアーズとのマンデーナイトフットボールは、強風が吹き雨の降る寒さの中行われ1点差で敗れた。
1年間の在籍の後、引退した。
通算143試合に出場し、68勝71敗4分、先発した132試合では64勝64敗4分、リリーフした試合では4勝7敗であった。27,663パス獲得ヤード、173TD、220INT。13シーズン中、ジェッツに在籍した1968年、1969年にAFL東地区で優勝、ラムズに移籍した1977年、NFC西地区で優勝、している。
1985年にプロフットボール殿堂入りを果たした。
1999年にスポーティングニュースより、偉大な100人のアメリカンフットボール選手の96位に選ばれた。主にジェッツでプレーした選手から100人に選ばれたのはネイマスだけであった。
第43回スーパーボウルではヴィンス・ロンバルディ・トロフィーのプレゼンターを、第48回スーパーボウルではコイントスを務めている。

## 第3回スーパーボウルの予告勝利
1970年のNFLとAFLの合併を迎える以前、スーパーボウルはNFLとAFLという別リーグの対抗戦という形で始まった。それまでに開催された2度のスーパーボウルはヴィンス・ロンバルディ率いるNFLのグリーンベイ・パッカーズが連覇しており、新興リーグAFL代表のジェッツもNFL代表ボルチモア・コルツ（現インディアナポリス・コルツ）に対して圧倒的な格下と見られていた。そんな状況の中、ジェッツのクォーターバックであったネイマスは「日曜はジェッツが勝つ、俺が保証する（The Jets will win on Sunday, I guarantee it.）」と宣言。16-7と見事公約通りの勝利を収めた。ネイマスはその試合のMVPに選出され、以後に至っても衰えぬ人気を獲得した。

## メディアへの出演
1969年にはディック・シャアプと共演し、「The Joe Namath Show」に出演した。
1986年には特攻野郎Aチームのシーズン5のエピソード「Quarterback Sneak」にジム・ブラウンとともに出演している。
1970年、C.C.ライダーでアン＝マーグレット、ウィリアム・スミスと共演した。1978年にはテレビのシチュエーション・コメディ、The Waverly Wondersに出演した。
1984年のお色気SL大暴走! アメリカ横断ウルトラハイホー(Chattanooga Choo Choo)にも出演している。

## 人物
ラクエル・ウェルチなど多くの女性と噂になったが、1984年に結婚、2人の娘をもうけた。2000年に離婚している。
2005年1月にスポーツ・イラストレイテッドのウェブサイトで彼はNFL史上5本の指に入る悪童だったとされた。他の4人は、ドウェイン・トーマス、ジャック・テイタム、ジョン・マトゥザック、ジョン・リギンズである。